# Краснополянское сельское поселение (Свердловская область)
Краснополянское се́льское поселе́ние — муниципальное образование в Байкаловском районе Свердловской области Российской Федерации.
Административный центр — село Краснополянское.

## География
Поселение расположено на северо-западе Байкаловского района, граничит с Ирбитским муниципальным образованием и Туринским городским округом.

## История
Муниципальное образование «Краснополянское сельское поселение» образовано с 1 января 2006 года в соответствии с Федеральным законом № 131-ФЗ «Об общих принципах организации местного самоуправления в Российской Федерации». Свидетельство о включении муниципального образования в государственный реестр муниципальных образований выдано 28 декабря 2005 года. В состав поселения вошли территории бывших Еланской, Краснополянской, Чурманской и Шадринской сельских администраций.

## Население
| 2010  | 2011  | 2012  | 2013  | 2014  | 2015  | 2016  |
| ----- | ----- | ----- | ----- | ----- | ----- | ----- |
| 4044  | ↘4036 | ↘3993 | ↘3901 | ↘3864 | ↘3786 | ↘3766 |
| 2017  | 2018  | 2019  | 2020  | 2021  | 2023  |       |
| ↘3717 | ↘3672 | ↘3623 | ↘3540 | ↘3390 | ↘3345 |       |

## Состав сельского поселения
| №  | Населённый пункт | Тип населённого пункта       | Население |
| -- | ---------------- | ---------------------------- | --------- |
| 1  | Береговая        | деревня                      | ↘48       |
| 2  | Воинкова         | деревня                      | ↘1        |
| 3  | Дягилева         | деревня                      | ↘7        |
| 4  | Елань            | село                         | ↘968      |
| 5  | Зырянская        | деревня                      | ↘44       |
| 6  | Игнатьева        | деревня                      | ↘106      |
| 7  | Карпунина        | деревня                      | ↘5        |
| 8  | Квашнина         | деревня                      | ↘26       |
| 9  | Кондрашина       | деревня                      | ↘37       |
| 10 | Краснополянское  | село, административный центр | ↗682      |
| 11 | Ларина           | деревня                      | ↘96       |
| 12 | Ларина           | деревня                      | ↘149      |
| 13 | Лопаткина        | деревня                      | ↘99       |
| 14 | Лукина           | деревня                      | ↘154      |
| 15 | Любина           | деревня                      | ↘28       |
| 16 | Малая Койнова    | деревня                      | ↘63       |
| 17 | Малая Менщикова  | деревня                      | ↘193      |
| 18 | Менщикова        | деревня                      | ↘116      |
| 19 | Потапова         | деревня                      | ↘6        |
| 20 | Прыткова         | деревня                      | ↘44       |
| 21 | Тихонова         | деревня                      | ↘105      |
| 22 | Чурманское       | село                         | ↘315      |
| 23 | Шадринка         | село                         | ↘197      |
| 24 | Шевелева         | деревня                      | ↘63       |
| 25 | Щербачиха        | деревня                      | ↘10       |
| 26 | Яр               | деревня                      | ↘22       |